# Juha-Matti Räsänen
Juha-Matti Räsänen (ur. 19 maja 1974) – fiński zawodnik armwrestlingu i strongman.
Jeden z najlepszych fińskich siłaczy. Mistrz Finlandii Strongman w latach 2002 i 2003. Drużynowy Mistrz Świata Par Strongman w latach 2001 i 2002.

## Życiorys
Juha-Matti Räsänen treningi siłowe rozpoczął w wieku dwudziestu jeden lat, w roku 1995. Pierwszy raz wziął udział w zawodach siłaczy w 1996 r.
Wziął udział dwukrotnie w indywidualnych Mistrzostwach Świata Strongman, w latach 2001 i 2002. W swych pierwszych mistrzostwach zajął 9. pozycję, a w drugich 6.
Mieszka w mieście Kuopio.
Wymiary:
- wzrost 198 cm
- waga 135 kg
- biceps 52 cm
- klatka piersiowa 134 cm

Rekordy życiowe:
- przysiad 340 kg
- wyciskanie 230 kg
- martwy ciąg 350 kg

## Osiągnięcia strongman
- 1999
  - 3. miejsce - Mistrzostwa Finlandii Strongman
- 2000
  - 3. miejsce - Mistrzostwa Finlandii Strongman
  - 2. miejsce - Drużynowe Mistrzostwa Europy Par Strongman 2000
- 2001
  - 2. miejsce - Mistrzostwa Finlandii Strongman
  - 1. miejsce - Drużynowe Mistrzostwa Świata Par Strongman 2001
  - 9. miejsce - Mistrzostwa Świata Strongman 2001, Wodospady Wiktorii, Zambia
- 2002
  - 1. miejsce - Drużynowe Mistrzostwa Świata Par Strongman 2002
  - 1. miejsce - Mistrzostwa Finlandii Strongman
  - 6. miejsce - Mistrzostwa Świata Strongman 2002, Kuala Lumpur, Malezja
  - 10. miejsce - Super Seria 2002: Sztokholm
- 2003
  - 1. miejsce - Mistrzostwa Finlandii Strongman
- 2004
  - 2. miejsce - Mistrzostwa Finlandii Strongman
  - 6. miejsce - Mistrzostwa Europy Strongman 2004
  - 3. miejsce - Polska - Skandynawia
- 2005
  - 15. miejsce - Mistrzostwa Europy IFSA Strongman 2005 (kontuzjowany)
- 2006
  - 2. miejsce - Mistrzostwa Finlandii Strongman
  - 3. miejsce - Drużynowe Mistrzostwa Świata Par Strongman 2006